# Mitino (Bułgaria)
Mitino (bułg. Митино) – wieś w Bułgarii, w obwodzie Błagojewgrad, w gminie Petricz. Według danych szacunkowych Ujednoliconego Systemu Ewidencji Ludności oraz Usług Administracyjnych dla Ludności, 15 czerwca 2020 roku miejscowość liczyła 316 mieszkańców.

## Historia
Na terenie wsi znaleziono pozostałości archeologiczne z okresu neolitu, epoki miedzi, starożytności i średniowiecza. Mitino zostało wymienione w osmańskich rejestrach podatkowych (pod nazwą Mitinowo) z lat 1570, 1606 i 1664–1665. Według pierwszego rejestru w wiosce znajdowało się 14 chrześcijańskich gospodarstw domowych.

## Osoby związane z miejscowością

### Urodzeni
- Kosto Tasow – bułgarski czetnik Petyra Angełowa[3]
- Ognjan Tetimow (1964) – bułgarski polityk